# Павиљон Густафа III
Павиљон Густафа III (швед. Gustav III:s paviljong) је краљевски павиљон у парку Хага, 2 км северно од Стокхолма. Као врхунац у шведској историји уметности, Павиљон је одличан пример европског неокласицизма касног 18. века у северној Европи. Поред павиљона налазе се "Султанови бакарни шатори", зграде дизајниране да личе на велике шаторе.

## Павиљон
Павиљон је 1787. године саградио архитекта Олоф Темпелман са детаљним упутствима краља Густафа III који је био лично укључен у пројекат, сам је израдио неке основне дизајне и предложио промене док су радови били у току. Ове промене су укључивале проширење оба крила за распон од два прозора.
Дизајнер Луј Марелије је ангажован за ентеријере. Павиљон је био само један од многих великих планова и визија које је Густаф III имао за Хага парк, од којих су многи успели да дођу само до табле за цртање. Густаф III је користио павиљон неколико година пре његовог убиства. Из павиљона је Густаф III отишао на судбоносни маскенбал у Опери 16. марта 1792. године. После убиства Густафа III, војвода Карл XIII Шведски је користио павиљон као своју привремену резиденцију.
Током 1840-их, краљ Оскар I наручио је рестаурацију зграде од стране архитекте Џорџа Теодора Чивица. Скулптуре и други украсни елементи од гипса су офарбани у сиво и додати фасади која је првобитно била жута и без украса. Јонски стубови на забатима замењени су новим стубовима од италијанског мермера. Стаклени зид Дворане огледала је поново обрађен новим, танким бронзаним стакленим решеткама, а спољно степениште је обложено белим мермером. Трпезарија је била уређена у помпејском стилу, укључујући и плафон.
Павиљон је доживео велику рестаурацију између 1937. и 1946. године под вођством архитекте Рагнара Хјорта. Током овог времена, захваљујући открићу оригиналних Марелијеових дизајна за сваку собу, било је могуће вратити унутрашњост у првобитни облик.
Године 2005. павиљон је инспирисао дизајн музичког павиљона у Столбоги.

## Бакарни шатори
Султанови бакарни шатори, првобитно три зграде за стражу палате, које је дизајнирао сликар Луј Жан Деспре, изграђене су у периоду од 1787. до 1790. године. Деспре је предложио да све фасаде зграда буду пројектоване као три турска шатора, обложена декоративно фарбаном бакарном плочом. Међутим, шаторске фасаде изграђене су само на страни према главним травњацима, што и даље даје жељену илузију султановог логора на ивици шуме.
Средњи шатор је потпуно уништен у пожару 1953. године. Предњи део шатора је реконструисан током 1962. до 1964. године под вођством архитекте Рагнара Хјорта. Зграде иза шаторских фасада обновљене су 1977–1978, према плановима архитекте Торбјерна Олсона. Коњушницу, некада отворену, претворио је у шаторску собу са таваном. Данас је средњи бакарни шатор дом музеја Хага парка. У шатору на истоку налази се ресторан, а у шатору на западној страни је смештај. Бакарни шатори су национални споменик и заштићени су законом.
Године 1996. подручје које обухвата палату Улриксдал, Хага парк, Брунсвикен и острво Дјургорден постало је први национални градски парк на свету. Подручје је јединствено по својој природној, културној и рекреативној вредности и непосредној близини великог града. Углавном под управом Краљевске администрације Дјургорден, стварање Националног градског парка служи за јачање изгледа за одржавање краљевског историјског наслеђа које се протеже од ловачког парка Дјургорден до паркова Хаге.